# Nam Song-chol
Nam Song-chol (* 7. Mai 1982 in Pjöngjang) ist ein ehemaliger nordkoreanischer Fußballspieler. 

## Karriere
Nam trat international als Spieler der Sportgruppe 25. April in Erscheinung, dem Klub der Koreanischen Volksarmee.
Er gehörte ab 2003 zum Aufgebot der nordkoreanischen Nationalmannschaft und stand mit dem Team 2003 und 2005 im Finale des King’s Cup in Thailand. Als einziger nordkoreanischer Spieler stand er bei den Ostasienmeisterschaften 2005, 2008 und 2010 sowohl in den drei Qualifikationsturnieren als auch bei den beiden Endrundenteilnahmen 2005 und 2008 im nordkoreanischen Aufgebot. 2008 wurde er in der Qualifikationsrunde als bester Verteidiger ausgezeichnet, 2005 belegte er mit dem Team in der Endrunde den dritten Platz.
Nachdem Nam bereits in der Qualifikation zur WM 2006 zu neun Einsätzen gekommen war, gehörte er auch in der erfolgreichen Qualifikation für die Weltmeisterschaft 2010 zu den Stützpfeilern der Mannschaft. Gemeinsam mit Ahn Young-hak und Kim Yong-jun zog er im Mittelfeld die Fäden und agierte vor der relativ unerfahrenen Vierer-Abwehrkette bestehend aus Cha Jong-hyok, Ri Jun-il, Pak Nam-chol und Ri Kwang-chon.
Bei der WM-Endrunde in Südafrika gehörte Kim ebenfalls zum Aufgebot, kam aber nur im zweiten Vorrundenspiel gegen Portugal (Endstand 0:7) zu einem 15-minütigen Einsatz. Dies blieb sein letzter dokumentierter Auftritt im Nationaltrikot.